# 北京市第十三中学
北京市第十三中学位于北京市西城区柳荫街，始建于1929年。曾为西城区属重点中学（纯高中校），现为北京市示範高中。
北京十三中校园占地五十余亩，由清朝涛贝勒府（北京市文物保护单位）改建而成。
学校原为北平輔仁大學附屬中學，1949年中华人民共和国成立后，辅仁大学被併入北京師範大學，附中遂改为北京市第十三中学。
该学校还承办多个校区，包括北京市第十三中学分校（原北京市第一零六中学）、北京市第十三中学分校诚毅校区（原北京市第四十一中学）。